# Penicillium janczewskii
Penicillium janczewskii K.W. Zaleski – gatunek grzybów z rodziny Aspergillaceae.

## Systematyka i nazewnictwo
Pozycja w klasyfikacji według Index Fungorum: Penicillium, Aspergillaceae, Eurotiales, Eurotiomycetidae, Eurotiomycetes, Pezizomycotina, Ascomycota, Fungi.
Po raz pierwszy opisał go w 1927 roku Karol Zaleski. Nazwą gatunkową uczcił polskiego botanika i mykologa Edwarda Janczewskiego-Glinkę. Synonimy:
- Penicillium granatense C. Ramírez, A.T. Martínez & Berer. 1980
- Penicillium nigricans Bainier ex Thom 1930.

## Morfologia i fizjologia
Kolonie na agarze z roztworem Czapeka rosną raczej powoli, 2,5 do 3 cm w ciągu 10 do 12 dni w temperaturze pokojowej, tworząc gęstą teksturę, dość głęboki filc delikatnych, zwisających strzępek i okazjonalnie, ale nie regularnie, wiązki lub sznury strzępek. W wyższych temperaturach (do 30 °C) są płaskie lub coraz bardziej pomarszczone, początkowo bezstrefowe, następnie bardziej lub mniej strefowane na brzegu. Miejsca zarodnikowania mają różne odcienie szarości, są stalowoszare, ciemnooliwkowoszare i szare, z wiekiem stają się mysioszare z niewielkim lub żadnym śladem zieleni. Rewers kolonii żółty przez głęboko pomarańczowy do głęboko żelazistego, w zależności od wieku kolonii i warunków hodowli. Kolonie mają silny zapach, podobny do zapachu niektórych gatunków Actinomyces. Wysięk obfity, bezbarwny lub lekko żółtawy.
Kolonie na agarze z ekstraktem słodowym są nieco jaśniejsze, mają luźniejszą konsystencję, są silnie zarodnikujące, mają długie konidiofory, dochodzące do 400, a nawet 500 µm, wyrastają głównie z podłoża i wytwarzają stosunkowo duże i silnie rozgałęzione penicyllusy, składające się z kilku do kilku rozbieżnych, dość wyraźnych kolumn konidiów o długości do 100 µm.
Strzępki zarodnikujące powstają w rozmaity sposób na krótkich odgałęzieniach grzybni powietrznej lub na głównych strzępkach zwisających o pogrubionych ścianach, na strzępkach z krótkimi odgałęzieniami z penicillusami i lub jako oddzielne konidiofory powstające bezpośrednio z grzybni wegetatywnej w obszarach brzeżnych. Penicillusy tworzą się na końcowych strzępkach zwisających lub na krótkich odgałęzieniach, mają długość około 50 µm, składają się z rozmaicie rozchodzących się od siebie odgałęzień z kilkoma do wielu ramion i łańcuchów konidiów, czasami równoległych, ale zwykle rozbieżnych lub splątanych z wiekiem, przy czym pojedyncze łańcuchy zwykle mają długość od 50–75 µm. Konidiofory o zmiennej długości, często bardzo krótkie, rzadko dłuższe niż 200 µm, o średnicy 2,5–3 µm, ze ścianami gładkimi, ale wyglądającymi na wewnętrznie ziarniste. Metule silnie rozbieżne, zmienne, o wymiarach 8–12 µm × 2–2,5 µm z wierzchołkami zwykle rozdętymi. Ramiona zwykle powstają w skupiskach po 6 do 12, są mniej lub bardziej rozbieżne, około 7–8 × 2 µm. Konidia o średnicy 3–3,5 µm, kuliste, kolczaste, wyglądające na oliwkowobrązowe pod dużym powiększeniem.

## Badania naukowe
W Polsce wyizolowano Penicillium janczewskii z osadów jeziornych, gleby, resztek roślinnych, ryzosfery, korzeni i nasion wielu drzew i roślin zielnych.
Jeden ze szczepów Penicillium janczewskii wyizolowany z gleby, uważany za typowy dla tego gatunku, wykazał wytwarzanie substancji grzybobójczej zwanej gryzeofulwiną. Drugi szczep wykazał wytwarzanie substancji o działaniu antybakteryjnym i fungistatycznym.
Penicillium janczewskii jest wydajnym mikroorganizmem do produkcji pozakomórkowych inulinaz i szybko rośnie na podłożu zawierającym sacharozę lub inulinę jako źródło węgla. Utrzymanie tego grzyba nitkowatego na podłożu inulinowym powoduje wydzielanie dużych ilości inulinaz, ale powstała grzybnia ma cieńsze ściany komórkowe, które łatwo zapadają się i pękają. Zaobserwowano ciałka Woronina w strzępkach P. janczewskii hodowanych na substratach sacharozy i inuliny.